# فونویک تاباته
فونویک تاباته (انگلیسی: Funvic Taubaté) یک باشگاه والیبال در برزیل است.